# Bougara (Blida)
Pour les articles homonymes, voir Bougara.
Bougara (en arabe : بوڨرة ; en tamazight de l'Atlas blidéen : Bu Gerra ; tifinagh : ⴱⵓ ⴳⴻⵔⵔⴰ), anciennement Rovigo pendant la colonisation française, est une commune de la wilaya de Blida en Algérie.

## Géographie

### Localisation
La commune de Bougara est située à l'est de la wilaya de Blida, à environ 24 km au nord-est de Blida et à environ 34 km au sud d'Alger et à environ 52 km au nord-est de Médéa
| Chebli          | Sidi Moussa             | Ouled Slama                 |
| Bouinan         | Bougara                 | Ouled Slama                 |
| Hammam Melouane | Baata (Wilaya de Médéa) | Aissaouia (Wilaya de Médéa) |

### Localités de la commune
Lors du découpage administratif de 1984, la commune de Bougara est constituée à partir des localités suivantes :
- Bougara
- Ghabet Zaouech
- Les Amandiers
- Les Abricotiers
- Labaziz
- Merbouni
- Timeghrès
- Chaoutia
- Agarssif
- Tissell
- Tala Ali
- Tidourathine
- Zouli
- Kala
- Boualbane
- Merboune
- Aghanime
- Ouled Daoued

## Histoire
En 1851 à l'époque coloniale française, la ville est nommée Rovigo et fait partie du département d'Alger. Après l'indépendance de l'Algérie, elle prend le nom de Bougara.

## Évolution démographique
| 1884  | 1892  | 1897  | 1902  | 1987   | 1998   | 2008   | 2014   |
| ----- | ----- | ----- | ----- | ------ | ------ | ------ | ------ |
| 2 169 | 1 088 | 1 348 | 1 299 | 29 700 | 34 100 | 51 203 | 57 324 |

## Économie
La ville de Bougara est réputée pour son marché de gros des fruits et légumes. Les habitants vivent principalement de l'activité agricole.

## Sport
L'IRBB ou anciennement JSR est le club de Football de la ville, le rouge et le blanc sont les couleurs du club.

## Personnalités liées à la ville
- Jules Roy, écrivain et militaire français, y est né le 22 octobre 1907 ;
- Jean Pélégri, romancier et poète français, y est né le 20 juin 1920 ;
- Edouard Samson, 1er maire de Rovigo[réf. nécessaire].